# Partito Bhumjaithai
Il Partito Bhumjaithai (in thailandese พรรคภูมิใจไทย, Phak Phumchai Thai, [pʰák pʰuːm.t͡ɕaj tʰaj]; lett. "Partito dell'orgoglio Thai") è un partito politico thailandese.

## Fondazione
In partito fu fondato il 5 novembre 2008, poco prima che la Corte costituzionale disponesse lo scioglimento del Partito del Potere Popolare (PPP), formazione che guidava la coalizione governativa appoggiata dall'ex primo ministro e magnate in esilio Thaksin Shinawatra, che dall'estero continuava a esercitare la propria influenza sulla politica thailandese. Con la sentenza della Corte costituzionale, riguardante brogli elettorali commessi alle consultazioni del 2007, furono sciolti anche gli alleati del PPP Partito della Nazione Thai e il Partito Democratico Neutrale. In questo periodo divenne protagonista Newin Chidchob, potente politico della provincia di Buriram che aveva un grande seguito elettorale in quella zona ed era noto dagli anni 1990 per essere corrotto e per aver messo a disposizione del miglior offerente i servizi dei deputati facenti parte della sua cerchia.
Newin era stato uno dei dirigenti di Thai Rak Thai (il partito fondato da Thaksin), ed era stato allontanato dalla politica per 5 anni quando Thai Rak Thai fu sciolto dalla Corte costituzionale nel 2007. Dopo essere stato per 10 anni fedele a Thaksin in un periodo che aveva visto l'economia thailandese crescere sensibilmente, quando la Corte costituzionale sciolse i partiti di governo nel 2008, Newin, la cerchia di deputati a lui associata e fuoriusciti dal Partito Democratico Neutrale abbandonarono la politica di Thaksin, confluirono in Bhumjaithai ed entrarono nella coalizione guidata dai conservatori del Partito Democratico, che fu così in grado di conseguire la maggioranza in Parlamento e governare senza passare per nuove elezioni. Secondo molti osservatori, il cambio di schieramento di questi deputati fu dovuto alle promesse fatte a Newin dal leader dei democratici Abhisit Vejjajiva e soprattutto dal comandante in capo dell'esercito Anupong Paochinda.

## Partito di governo dal 2008 al 2011
La situazione creatasi scatenò la reazione di chi era rimasto leale a Thaksin, in particolare delle camicie rosse del Fronte Unito per la Democrazia contro la Dittatura che per avere nuove elezioni inscenarono una lunga serie di dimostrazioni culminate nelle sanguinose proteste del 2010 represse con brutalità dai militari, gli scontri si protrassero da marzo a maggio e causarono 90 morti e 2.000 feriti. Bandito dalla politica, Newin non poté avere incarichi nel governo di coalizione guidato dal Partito Democratico ma mantenne il controllo del partito. Nell'esecutivo di Abhisit, a Bhumjaithai furono assegnati i ministeri dell'Interno, del Commercio e dei Trasporti, il leader ufficiale del partito Chavarat Chanvirakul divenne ministro dell'Interno e durante il suo mandato fu accusato di assegnare le cariche di governatore provinciale ai migliori offerenti, di gestire appalti edili favorendo la propria famiglia e di aver fatto eleggere i propri alleati manipolando gli esami per la nomina di capi di distretto in Thailandia del Nordest.

## Elezioni del 2011, colpo di Stato e dittatura militare
Le elezioni del 2011 furono dominate dal Partito Pheu Thai di Yingluck Shinawatra, sorella di Thaksin; Bhumjaithai ottenne 34 seggi ed entrò a far parte dell'opposizione. Newin rimase membro attivo del partito fino a quando uscì nel 2012, ma rimase la guida non ufficiale di Bhumjaithai anche negli anni successivi e i membri del partito continuarono a chiamarlo “Khru Yai” (gran maestro). Il governo di coalizione di Pheu Thai ebbe fine con il colpo di Stato del 2014 guidato dal comandante in capo dell'esercito Prayut Chan-o-cha, che alla guida di una giunta militare governò il Paese reprimendo le opposizioni fedeli a Thaksin. I militari prepararono la nuova contestata Costituzione e, dopo molti rinvii, si svolsero le altrettanto contestate elezioni del marzo 2019.

## Elezioni del 2019, ritorno al governo e legalizzazione della marijuana
Durante la campagna elettorale, una delle principali proposte di Bhumjaithai fu la liberalizzazione della marijuana. Il partito ottenne 51 seggi, diventando il quinto dell'arco costituzionale e il secondo della nuova coalizione di governo che vide la conferma a primo ministro di Prayut Chan-o-cha appoggiato da Palang Pracharath, il nuovo partito egemonizzato dai militari. A membri di Bhumjaithai furono assegnate le cariche di vice primo ministro, ministro della Sanità pubblica, ministro dei Trasporti, ministro del Turismo e dello Sport, vice ministro dell'Interno, vice ministro del Commercio, vice ministro dell'Istruzione e vice ministro dell'Agricoltura e delle Cooperative. Al leader di Bhumjaithai Anutin Charnvirakul fu assegnato il Ministero della Sanità Pubblica, e questi poté preparare la legge per la liberalizzazione della marijuana che fu approvata nel giugno 2022 nonostante le feroci critiche dei conservatori, tra i quali molti militari e parlamentari della coalizione governativa.
La nuova legge vide una grande diffusione della marijuana nel Paese e si innescò un grande giro di affari. Ne trassero vantaggio gli agricoltori, che formavano una fetta importante dell'elettorato di BJT, e i commercianti, entrambi ben presto monopolizzati da grandi aziende che iniziarono ad assumere il controllo del mercato. Il Ministero della Sanità Pubblica fu inoltre accusato di conflitto d'interesse per aver inaugurato nel 2022 le proprie coltivazioni di marijuana nella zona di Buriram, roccaforte di Bhumjaithai. Il partito rispose alle critiche sostenendo che la legge aveva contribuito a rivitalizzare il turismo e l'agricoltura. Secondo molti osservatori, la legge per la legalizzazione della marijuana fu comunque un veicolo trainante per aumentare la popolarità di Bhumjaithai tra gli elettori e, a tutto l'ottobre 2022, furono diversi i parlamentari che lasciarono i loro partiti per confluire in Bhumjaithai.

## Elezioni del 2023, nuovamente al governo
Durante la legislatura iniziata nel 2019 vi furono diversi cambiamenti nei partiti thailandesi, in particolare vi furono spaccature nei due partiti che avevano ottenuto il maggior numero di voti alle elezioni del 2019, la scissione in Pheu Thai avvenne nel 2020 e quella nel Palang Pracharath nel dicembre 2022. Quello stesso mese, quando erano ormai imminenti le elezioni del 2023, altri 34 deputati della coalizione di governo e delle opposizioni diedero le dimissioni alla Camera e uscirono dai loro partiti per unirsi a Bhumjaithai. Anutin Charnvirakul rimase il candidato primo ministro del partito, che continuava a rimanere sotto il controllo di Newin. Le elezioni riguardarono solo la Camera bassa e, secondo quanto disposto dalla Costituzione, i 250 senatori rimasero quelli scelti dalla giunta militare nel 2019.
I risultati premiarono il partito, che passò dai 51 seggi precedenti a 70 e constatarono la sconfitta del regime di Prayut Chan-o-cha. Le elezioni furono vinte dall'emergente partito progressista Kao Klai seguito a breve distanza da Pheu Thai, che insieme ottennero 292 dei 500 seggi. Fu siglata un'alleanza pro-democrazia guidata da questi due partiti assieme ad altri sei che disponeva di 313 seggi, contro i 376 necessari per avere la maggioranza assoluta tra i 500 deputati e i 250 senatori. Bhumjaithai escluse di potersi unire a chi intendeva riformare la severa legge sulla lesa maestà (riferendosi a Kao Klai) e rimase fuori da quest'alleanza. A luglio fu sottoposta al nuovo Parlamento la candidatura a primo ministro del leader di Kao Klai Pita Limjaroenrat e fu bocciata, non avendo trovato l'appoggio dei senatori.
Pheu Thai annunciò in quei giorni che avrebbe formato una nuova alleanza senza Kao Klai, presentando come candidato primo ministro Srettha Thavisin, il neo-eletto deputato nelle file del partito. Il 7 agosto Bhumjaithai fu il primo a entrare nella nuova alleanza a cui si aggiunsero altri nove partiti, gli ultimi dei quali furono Palang Pracharath e Ruam Thai Sang Chart, compagini associate ai militari. Il 22 agosto, la maggioranza del Parlamento riunito votò in favore della candidatura a primo ministro di Srettha Thavisin con 482 voti favorevoli,